# Tech Jacket
Tech Jacket è un fumetto statunitense creato dallo scrittore Robert Kirkman e dal disegnatore EJ Su, pubblicato per la prima volta in formato mensile dalla Image Comics per sei numeri da novembre 2002 ad aprile 2003. A partire dal numero 71 di Invincible, è stata pubblicata una serie sequel in 8 parti, che prosegue la trama della serie originale, a cui segue una nuova serie di fumetti composta da dodici numeri (da luglio 2014 a dicembre 2015). Tutti i numeri sono stati raccolti in 4 graphic novel. La serie è anche degna di nota per la prima apparizione di Invincible, che sarebbe poi comparso in Invincible e The Pact.

## Storia
Zack Thompson, uno studente delle superiori, incontra un alieno morente appartenente a una razza di esseri incredibilmente intelligenti ma fisicamente deboli, chiamati Geldariani. Per compensare hanno inventato la Tech Jacket, una tuta di cui ogni Geldariano è dotato fin dalla nascita. Sapendo che la sua astronave precipitata sta per esplodere e ucciderli entrambi, l'alieno gli dona la sua tuta, salvandogli la vita. La tuta tuttavia non può essere tolta e fornisce a Zack "una delle armi più potenti dell'universo". Dopo aver salvato suo padre, Zack gli racconta dell'astronave precipitata e dell'alieno morente. Più tardi, i Geldariani si presentano, pensando che Zack abbia ucciso il loro compagno Kelda e rubato la tuta. Dopo aver aiutato i Geldariani a combattere i Kresh, questi si sentono grati nei suoi confronti.
Appare nel numero 71 di Invincible, dove lavora su una stazione spaziale con suo padre. Secondo una conversazione avuta con Allen l'alieno, Zack si occupa principalmente di eventi galattici e si definisce un "guardiano galattico" anziché un supereroe. Fu reclutato da Allen e Nolan per accompagnarli nella lotta contro i Viltrumiti. Mentre erano a bordo di un'astronave con Invincible e Oliver, vennero attaccati da Conquest e da altri due Viltrumiti.
Tech Jacket è un personaggio importante per tutta la trama della guerra viltrumita, aiutando la Coalizione dei Pianeti nella loro guerra contro Viltrum. Poi fa apparizioni occasionali in Invincible durante le battaglie spaziali che si dirigono verso la Terra.

## Poteri e abilità
La tuta di Tech Jacket gli conferisce quasi invulnerabilità, super forza, capacità di volare e di generare esplosioni di energia e una varietà di gadget. Inoltre, quando attivata, rimuove e distrugge tutti i germi, i batteri e lo sporco dal corpo del possessore eliminando la necessità di lavarsi.
Secondo Zach, poiché un umano è già fisicamente più forte di un Geldariano, lui è più abile nell'utilizzare la tuta. Inoltre, nella sua apparizione più recente, Zach è diventato fisicamente più forte rispetto alla serie originale, il che implica che anche la resistenza della sua tuta è aumentata.

## Altri media
Tech Jacket fa un'apparizione nella terza stagione di Invincible di Prime Video.